# DREAMS (go!go!vanillasのアルバム)
『DREAMS - gift』（ドリームス ギフト）は、日本のロックバンド・go!go!vanillasが2023年11月25日にGetting Betterから発売したセルフカバーアルバムである。数量限定生産盤には「DREAMS - goodies」「DREAMS - visions」の2枚のディスクが付属しており、これらを総合して『DREAMS』と呼称する。

## 概要
前作から約10か月ぶりに発売されたアルバム。
インディーズデビュー10周年を記念して製作された「10th ANNIVERSARY GIFT ALBUM」。Getting Betterからの最後のリリースとなった。
収録内容としては、メンバーが選曲した、2014年発売のアルバム『Magic Number』から2019年発売のアルバム『THE WORLD』までに発表された楽曲をリアレンジし再録した11曲と新曲「コンビニエンスラブ」の全12曲。
数量限定生産盤と通常盤の2形態でリリースされた。
数量限定生産盤は、「DREAMS - gift」の他「DREAMS - goodies」、「DREAMS - visions」の計3枚の作品ディスクと粉川しのによる収録曲ライナーノーツが付属する「DREAMS(LIMITED “ggv”PACKAGE)」としてリリースされた。
2023年8月6日に出演したROCK IN JAPAN FESTIVAL 2023のステージ上にて、今作のリリースと今作を引っ提げたツアーの開催が発表された。
2024年3月6日には、バンド史上初のLPレコードとして今作が再発売された。

## 批評
音楽ライターの田中大は、本作『DREAMS - gift』に関して「贅沢な編成のサウンドで彩られながら新鮮な表情を浮かべているお馴染みの曲たちは、ファンにとってますます愛しく感じられるはずだ。メンバーたちにとっても、このような形で曲を丁寧に再構築するのは、堪らないほどの嬉しさがあったのではないだろうか。バニラズの10年間を支えてきた無邪気な音楽愛を高められる体験を盛り込めているという点で、今作はアニバーサリー盤として本当に理想的だと思う。」と述べている。
また、音楽ライターの竹内陽香は、同じく『DREAMS - gift』に関して、「過去の曲を通じて鳴らされるバンドの現在進行形の音。ふと昔を思い出して懐かしくもなるが、そこにいるのは〈今もっと楽しいことがあるぜ〉と手を引くメンバーたち。バニラズはこれからも進化と革新を続けていく。再録曲11曲と新曲『コンビニエンスラブ』はそんな改めての所信表明のようにも聴こえる。」と語る。

## 収録内容
| #         | タイトル                                          | 作詞           | 作曲               | 編曲                                                           | 時間  |
| --------- | ------------------------------------------------- | -------------- | ------------------ | -------------------------------------------------------------- | ----- |
| 1.        | 「マジック (alt ver.)」                           | 牧達弥         | 牧達弥             | go!go!vanillas、 井上惇志、 手島宏夢、 ファンファン            | 03:43 |
| 2.        | 「サイシンサイコウ (alt ver.)」                   | 牧達弥         | 牧達弥             | go!go!vanillas、 井上惇志、 山田丈造                           | 03:23 |
| 3.        | 「バイリンガール (alt ver.)」                     | 牧達弥         | 牧達弥             | go!go!vanillas、 井上惇志                                      | 04:51 |
| 4.        | 「ヒンキーディンキーパーティークルー (alt ver.)」 | 牧達弥         | 牧達弥             | go!go!vanillas、 手島宏夢                                      | 03:34 |
| 5.        | 「チェンジユアワールド (alt ver.)」               | 牧達弥         | 牧達弥             | go!go!vanillas、 井上惇志、 山田丈造                           | 03:22 |
| 6.        | 「デッドマンズチェイス (alt ver.)」               | go!go!vanillas | 長谷川プリティ敬祐 | go!go!vanillas、 井上惇志、 手島宏夢、 山田丈造                | 04:02 |
| 7.        | 「平成ペイン (alt ver.)」                         | 牧達弥         | 牧達弥             | go!go!vanillas、 井上惇志、 手島宏夢、 ファンファン            | 03:58 |
| 8.        | 「エマ (alt ver.)」                               | 牧達弥         | 牧達弥             | go!go!vanillas、 井上惇志、 手島宏夢、 ファンファン、 山田丈造 | 03:34 |
| 9.        | 「ツインズ (alt ver.)」                           | 牧達弥         | 牧達弥             | go!go!vanillas、 井上惇志、 山田丈造                           | 06:18 |
| 10.       | 「おはようカルチャー （alt ver.）」               | 牧達弥         | 牧達弥             | go!go!vanillas、 井上惇志、 手島宏夢                           | 04:55 |
| 11.       | 「ギフト (alt ver.)」                             | 牧達弥         | 牧達弥             | go!go!vanillas、 井上惇志、 手島宏夢、 山田丈造                | 04:19 |
| 12.       | 「コンビニエンスラブ」                            | 牧達弥         | 牧達弥             | go!go!vanillas、 井上惇志、 山田丈造                           | 03:45 |
| 合計時間: | 合計時間:                                         | 合計時間:      | 合計時間:          | 合計時間:                                                      | 49:48 |

## 楽曲解説
※(alt ver.)は全て「オルタナティブバージョン」と読む。
1. マジック (alt ver.)
  - メジャー1stアルバムのリード曲の再録。
  - 柳沢はこのアルバムで思い入れの深い曲として、自身が加入する前のギターのフレーズを再現できたとの理由でこの曲を挙げている[12][注釈 4]。
2. サイシンサイコウ (alt ver.)
  - メジャー4thアルバムの収録曲の再録。
  - ジェットセイヤはこのアルバムで思い入れの深い曲として、ビートによる曲のイメージの変化を明確に感じられるとの理由でこの曲を挙げている[12]。
3. バイリンガール (alt ver.)
  - メジャー1stシングルの表題曲の再録。
4. ヒンキーディンキーパーティークルー (alt ver.)
  - THE BAWDIESとのスプリットシングルの収録曲の再録。
5. チェンジユアワールド (alt ver.)
  - 1stデジタルシングルの再録。
6. デッドマンズチェイス (alt ver.)
  - 2ndシングルの収録曲、また2ndアルバムのボーナストラックの再録。
7. 平成ペイン (alt ver.)
  - 4thシングルの表題曲の再録。
8. エマ (alt ver.)
  - 本作で最も多くのサポートメンバーが編曲に参加している。
  - 今作の先行シングル[13]。
  - インディーズ時代に発売したTOWER RECORDS限定シングルの表題曲の再録。
  - プリティはこのアルバムで思い入れの深い曲として、10年間の集大成のように思えるとの理由でこの曲を挙げている[12]。
9. ツインズ (alt ver.)
  - メジャー2ndアルバムの収録曲の再録。
10. おはようカルチャー (alt ver.)
  - 3rdシングルの表題曲の再録。
11. ギフト (alt ver.)
  - 先行配信された[14]。
  - メジャー2ndアルバムの収録曲の再録。
  - 牧はこのアルバムで思い入れの深い曲として、ライブを思い出すという理由でこの曲を挙げている[12]。
12. コンビニエンスラブ
  - 新曲。牧と柳沢のツインボーカル曲。
  - 冒頭の英語詞は「I gotta feeling for your charming. You make me cry & crazy.」
  - 牧曰く、この曲は「楽曲の展開が『エマ』に近い」。意識的にエマに寄せて製作したわけではないが、曲作りの段階で勝手にエマとリンクした曲になったという。[12]。

## 参加ミュージシャン
go!go!vanillas
- 牧達弥（ボーカル・ギター）
- 柳沢進太郎（ギター・ボーカル）
- 長谷川プリティ敬祐（ベース）
- ジェットセイヤ（ドラムス）

Additional Musicians
- 井上惇志(showmore)（ピアノ・キーボード）[Track-1-3,5-12]
- 手島宏夢（フィドル・マンドリン）[Track-1,4,6-8,10,11]
- ファンファン（トランペット）[Track-1-2,5-8,11-12]
- 山田丈造（トランペット）[Track2,5-9,11-12]

## DREAMS - goodies
『DREAMS - goodies』（ドリームス グッディーズ）は、go!go!vanillasのアルバム『DREAMS』の数量限定生産盤に付属したCD。メンバーが選曲した、2014年発売のアルバム『Magic Number』から2022年発売のアルバム『FLOWERS』までに発表された楽曲を20曲収録している。今作は音楽配信サービスでも配信されている。

### 収録内容
1. オリエント [04:46]
  - インディーズ時代に2000枚限定で販売したシングルの表題曲。今作には、メジャー1stアルバム「Magic Number」に収録されている再録バージョンで収録されている。
2. ライクアマウンテン [03:20]
  - メジャー1stアルバムの収録曲。
3. カウンターアクション [04:30]
  - 2ndシングルの表題曲。
4. ビートクラブ [03:37]
  - メジャー2ndアルバムの収録曲。
5. ラッキースター [04:20]
  - メジャー3rdアルバムのリード曲。
6. パペット [04:17]
  - メジャー3rdアルバムの収録曲。
7. ストレンジャー [03:44]
  - 柳沢作詞・作曲・ボーカル曲

  - メジャー3rdアルバムの収録曲。
8. No.999 [04:19]
  - 6thシングルの表題曲。
9. 雑食 [03:18]
  - メジャー4thアルバムの収録曲。
10. NO NO NO [03:01]
  - メジャー4thアルバムの収録曲。
11. パラノーマルワンダーワールド [04:12]
  - メジャー4thアルバムのリード曲。
12. one shot kill [03:44]
  - メジャー5thアルバムの収録曲。
13. ca$h from chao$ [03:54]
  - メジャー5thアルバムの収録曲。
14. お子さまプレート [02:56]
  - デジタルシングル。
15. クライベイビー [03:44]
  - メジャー5thアルバムの収録曲。
16. 馬の骨 [02:22]
  - メジャー5thアルバムの収録曲。
  - 今作に収録された楽曲で最も演奏時間が短い。
17. 青いの。 [04:06]
  - 8thシングルの表題曲。
18. ペンペン [04:19]
  - デジタルシングル。
19. Dirty Pretty Things [05:07]
  - メジャー6thアルバムの収録曲。
20. HIGHER [04:25]
  - メジャー6thアルバムのリード曲。

## DREAMS - visions
『DREAMS - visions』（ドリームス ヴィジョンズ）は、go!go!vanillasのアルバム『DREAMS』の数量限定生産盤に付属したDVD/Blu-ray。バンドが2023年までに発表した全29曲のVIDEO CLIP(副音声：牧 達弥とマネージャー池田宗史によるオーディオコメンタリー)や制作ドキュメンタリー”「DREAMS」Recording Documentary”などを計189分収録した映像作品。

### 収録内容
1. go!go!vanillas VIDEO CLIPS(130min)
  1. 人間讃歌 [03:21]
  2. アクロス ザ ユニバーシティ [02:52]
  3. オリエント [04:34]
  4. エマ [03:50]
  5. マジック [03:40]
  6. バイリンガール [05:01]
  7. カウンターアクション [04:35]
  8. スーパーワーカー [04:25]
  9. ヒンキーディンキーパーティークルー [03:32]
  10. おはようカルチャー [05:37]
  11. 平成ペイン [04:31]
  12. Ready Steady go!go! [02:26]
  13. ラッキースター [05:02]
  14. ストレンジャー [04:11]
  15. スタンドバイミー [05:01]
  16. SUMMER BREEZE [04:37]
  17. No.999 [05:11]
  18. パラノーマルワンダーワールド [07:56]
  19. アメイジングレース [04:23]
  20. 鏡 [04:21]
  21. アダムとイヴ [05:01]
  22. ロールプレイ [04:47]
  23. LIFE IS BEAUTIFUL [04:46]
  24. 青いの。 [04:11]
  25. ペンペン [04:24]
  26. Two of Us feat. 林萌々子 [04:05]
  27. HIGHER [04:24]
  28. Dirty Pretty Things [05:11]
  29. コンビニエンスラブ [03:48]
2. 「DREAMS」Recording Documentary (59min)

## ライブツアー
このアルバムを引っ提げたライブ『DREAMS TOUR 2023-2024』『MAKE MY DREAM』『MAKE YOUR DREAM』が開催された。